# Pergamino (partido)
Pergamino (Partido de Pergamino) is een partido in de Argentijnse provincie Buenos Aires. Het bestuurlijke gebied telt 99.193 inwoners.

## Plaatsen in partido Pergamino
- Acevedo
- Arroyo del Medio
- Colonia Buena Vista
- Colonia Santa Rosa
- Cuarteles
- Fontezuela
- Francisco Ayerza
- Guerrico
- J.A. de la Peña
- Juan Anchorena
- La Violeta
- Maguirre
- Manantiales Chico
- Manantiales Grande
- Manuel Ocampo
- Mariano Benítez
- Mariano H. Alfonzo
- Ortíz Basualdo
- Pergamino
- Pinzón
- Pujol
- Rancagua
- Tambo Nuevo
- Villa Angélica
- Villa Dafonte
- Villa San José